# Giancarlo Pallavicini
Giancarlo Pallavicini, né le 12 février 1931 à Desio, est un économiste italien.
Il a été conseiller du gouvernement soviétique du temps de la perestroïka de Gorbatchev et membre de l’Académie russe des sciences naturelles.
L’Encyclopédie Treccani le donne comme ayant anticipé le premier le concept de marketing dans les années 1950.

## Le concept de marketing
Les origines de la notion de marketing ont leurs racines avec l'économiste italien Giancarlo Pallavicini en 1959. Ces racines sont accompagnées par la recherche initiale approfondie du marché, constituant les premiers instruments de ce qui est devenu le marketing moderne, repris et développé ultérieurement par Philip Kotler.
Giancarlo Pallavicini introduit les définitions suivantes : « Le marketing est un processus social et de gestion conçu pour répondre aux besoins et aux exigences des consommateurs à travers les processus de création et d'échange de produits et de valeurs. C'est l'art et la science de l'identification, la création et de la valeur pour répondre aux besoins d'un marché cible, faire un profit et la  livraison de satisfaction pour un prix donné. »
Il anticipe, dans les années 1950, et formalise dans l'activité de l'entreprise les concepts que l'on retrouve aujourd'hui dans le « marketing management ». Il introduit les éléments de définition selon lesquelles le marketing est :
- un processus social et managérial élaboré pour correspondre aux besoins et exigences des consommateurs par la création et l'échange de produits et de valeurs
- l'art et la science d'identifier, créer et délivrer de la valeur pour correspondre aux besoins de la cible marché, en réalisant du profit
- ceux de délivrer une satisfaction moyennant un prix.

Ses différents articles, parus notamment en 1959 à propos des études de marché dans le domaine bancaire seront repris et développés ultérieurement par Philip Kotler.